# HMS Worcester (1769)
HMS Worcester — 64-пушечный линейный корабль 3 ранга Королевского флота. Четвёртый корабль, названный в честь города Вустер (Worcester).

## Постройка
Заказан 16 ноября 1765 года. Спущен на воду 17 октября 1769 года на королевской верфи в Портсмуте. Головной корабль одноимённого типа.

## Служба
1776 год — капитан Марк Робинсон (англ. Mark Robinson). 3 декабря вышел с конвоем в Ост-Индию. Исполняющим обязанности четвёртого лейтенанта шёл протеже капитана, Горацио Нельсон.
1777 год — апрель, с обратным конвоем вернулся в Англию.
Участвовал в Американской революционной войне.
1778 год — был в составе флота адмирала Кеппеля в бою 27 июля с французским флотом графа д’Орвилье у острова Уэссан.
1779 год — капитан Джордж Тальбот (англ. George Talbot). 7 марта вышел в Ост-Индию из Сент-Хеленс, с эскадрой контр-адмирала сэра Эдварда Хьюза.
1782 год — 17 февраля участвовал в бою с эскадрой Сюффрена при Садрасе; 12 апреля при Провидиене. В конце года — капитан Чарльз Вуд (англ. Charles Wood). 3 сентября при Тринкомали HMS Worcester, будучи концевым в эскадре Хьюза, подвергся атаке Vengeur (64), и Consolante (36) из эскадры Сюффрена, но капитан Джон Амс (англ. John Alms) на HMS Monmouth (64) задержался и пришёл ему на помощь. Французы отошли, когда загорелась бизань-стеньга Vengeur. В последующем бою капитан Вуд был убит.
1783 год — капитан Чарльз Хьюз (англ. Charles Hughes). 20 июня был в бою с французами при Куддалоре. Новость о заключении мира, подписанного 20 января, достигла Куддалора только 29 июня.
1788 год — плавучий склад в Дептфорде. Разобран там же, в декабре 1816 года.

## В художественной литературе
HMS Worcester присутствует в романе О'Брайана «Миссия в Ионическом море» (англ. The Ionian Mission) из серии о Джеке Обри. Однако художественный Worcester выведен как 74-пушечный, из так называемых «сорока воров», строившихся позже реального Worcester и позже описанных событий.